# Psychotria tsiandrensis
Psychotria tsiandrensis är en måreväxtart som beskrevs av Cornelis Eliza Bertus Bremekamp. Psychotria tsiandrensis ingår i släktet Psychotria och familjen måreväxter. Inga underarter finns listade i Catalogue of Life.